# Henri-Louis Pernod
Pour les articles homonymes, voir Pernod (homonymie).
 (novembre 2009).
Si vous disposez d'ouvrages ou d'articles de référence ou si vous connaissez des sites web de qualité traitant du thème abordé ici, merci de compléter l'article en donnant les références utiles à sa vérifiabilité et en les liant à la section « Notes et références ».
Henri-Louis Pernod, né le 1er mars 1776 au Locle dans la principauté de Neuchâtel et mort le 8 décembre 1851 à Pontarlier dans le Doubs, est un distilleur suisse qui propagea la consommation de la boisson alcoolisée absinthe. Sa société, la maison Pernod Fils créée à Pontarlier en 1805, Doubs, fusionna en 1928 avec Pernod Père et Fils fondée à Avignon par Jules-François Pernod et son fils Jules-Félix Pernod, dépositaire de la marque « Anis Pernod » depuis 1918. 
Ce groupe a été intégré dans le groupe Pernod Ricard en décembre 1975.

## Biographie
Fils d’un bouilleur de cru local et gendre de Daniel Henri Dubied, il participe à l'ouverture de la première fabrique d'absinthe créée à Couvet par Dubied père (Daniel Henri) avec Dubied fils (Marcelin) sous le nom de Dubied Père et Fils (elle sera plus tard reprise par Fritz Duval, un cousin des Dubied).
Henri-Louis Pernod prend ensuite ses distances avec son beau-père et monte rapidement sa propre distillerie appelée Pernod Fils. En 1805, il en ouvre une nouvelle à Pontarlier, pour répondre à la demande du marché français.
Parallèlement au développement du marché de l'absinthe depuis Pontarlier, un certain Jules-François Pernod (sans aucun lien de parenté avec Henri-Louis Pernod) fonde en 1860 la société Jules Pernod, spécialisée dans l'extraction de plantes pour la teinture. Puis, an 1884, la société se lance dans la distillation de l'extrait d'absinthe dans son usine de Montfavet sous le nom de la Société Pernod Père et Fils.
Les Pernod de Pontarlier et d'Avignon, vont alors entrer en concurrence sur l'absinthe et autres boissons anisées, jusqu'à ce qu'en 1926, Jules-Félix Pernod, fils de Jules-François, porte plainte contre l'entreprise de Pontarlier, ce qui occasionnera un procès, gagné par Jules-Félix en 1928, et la fusion des deux sociétés sous le nom des Établissements Pernod.